# 2018年YouTube年度回顧
2018年YouTube年度回顧（英語：YouTube Rewind 2018: Everyone Controls Rewind，副標題可譯作每個人都可以掌控年度回顧）是Youtube在2018年度製作的年度回顧影片，由旗下官方頻道YouTube聚光燈上載。影片發布後因片中演員人選及內容而受不少批評，並其後在一个星期内超越小賈斯汀的音樂影片《寶貝》成為最不受喜歡的YouTube影片。

## 影片
此影片由YouTube聚光燈在2018年12月6日上傳。影片聚焦在《堡垒之夜 大逃杀》並請來了威爾·史密斯、Twitch遊戲實況主Ninja、馬克斯·布朗利和约翰·奥利弗等人出演。這亦是YouTube年度回顧影片系列中第一個結合了動畫和真人動作的視頻。

## 批評

2018年YouTube年度回顧影片和《寶貝》「倒讚」數的比較圖表，可見前者僅用了六天便超越了後者

該影片發布後即受到很多評論家、YouTuber和觀眾的強烈批評。許多YouTuber認為它是“有史以來最糟糕的回顧”。影片被批評的地方包括官方請來不隸屬於YouTube的名人如威爾·史密斯和Ninja等人出演，以及YouTube排除了某些被認為有爭議但對平台產生重大影響的行為，例如谢恩·多森的一系列關於傑克·保羅的紀錄片、PewDiePie與印度媒體公司T-Series爭奪王者寶座、羅根·保羅闖日本自殺森林以及他與KSI的拳擊賽等事件。
觀眾在視頻中表達的其他批評包括視頻過度地使用某些網絡趨勢，當中許多被歸類為過時或不受歡迎，例如《要塞英雄》等。影片對社會的評論也受到了極大的批評，有些人認為這些評論是被硬塞進去，使影片顯得突兀。其中一個受批評的地方是其為行為健康服務BetterHelp的宣傳，儘管此計劃使該公司出現許多爭議。也有人不滿儘管霍金、艾維奇、XXXTentacion、艾瑞莎·弗蘭克林、馬克·米勒、TotalBiscuit、史丹·李和史蒂芬·海倫伯格等人的死訊對YouTube社群產生了很大的影響，但是影片中卻從未提及過。亦有人不滿雖然PewDiePie作為Youtube最大頻道，但卻不在影片當中。
PewDiePie本人亦對此作出評論道：「我很慶幸沒有參與在其中，因為它現在已經變成一條顯得十分尷尬的影片」，他還補充說：「年度回顧曾經是一個為當年的創作者獻上致意的東西 […] 成為其中的一員是一件很酷的事」。除此之外PewDiePie也批評影片中出現廣多的《要塞英雄》和不屬於YouTuber類別的人士，以及未提及那些在YouTube上獲得很多支持的2018年逝者，例如斯特凡·卡爾·斯蒂芬森等。
出現在影片開頭的馬克斯·布朗利則表示：「YouTube年度回顧曾經是一眾YouTuber的重大慶典，也是該年平台上最重要的事件 […] 但現在YouTube只把年度回顧當成其中一種向廣告商展示在當年發生的所有事情的方式」。他總括道：「它現在不再是對創作者的尊重，而只是一份向資助者獻媚的內容列表。年度回顧已經成為YouTube上最大的廣告」。
CNN-News18將2018年YouTube年度回顧影片的失敗歸咎於兩点。其一是YouTube為了迎合廣告商的要求而把上述爭議事件排除，但這也使得影片不符觀眾期望。其二是YouTube為了政治正確特意找來自世界各地的YouTuber出演，希望打造致力推動平权的公司形象，但YouTube就忽視了平台絕大多數觀眾都来自欧美這個重点，结果就做成片中不少人都不為觀眾所認識的尷尬境況。《The Verge》的茱莉婭·亞歷山大（Julia Alexander）暗譏今年的年度回顧影片作為2018年YouTube上最重要的時刻，只是一場別讓廣告商擔心過去兩年在平台出現的問題的安撫秀，她表示：「越來越明顯的是，YouTube試圖推廣的文化與平台上的數百萬名用戶背道而馳，而這對於創作者和觀眾來說都是一件難以下嚥的事」。《商業內幕》的梅拉·格貝爾（Meira Gebel）有著與亞歷山大同樣的觀點，她說：「影片就像是YouTube嘗試讓廣告商在相對艱鉅的2018年與他們站在同一陣線」。

## 「倒讚」
影片在發布後的24小時內積累了2940萬次觀看次數，使其成為頭24小時內觀看次數第十三多的YouTube視頻。此影片其後在一个星期内超越小賈斯汀的音樂影片《寶貝》成為最不受喜歡的YouTube影片，並在2018年12月13日達到一千萬個不喜歡，是YouTube裡第一個達到一千萬個不喜歡的影片；此影片同時亦是評價下跌速度最快的视频，在发布后48小时内即获得450万个不喜欢。
對於此次事件，YouTube的發言人安德莉婭·法維爾（Andrea Faville）表示：「取走《寶貝》的最多『倒讚』數寶座並不是我們今年的目標」，她補充說：「誠實的反饋可能令人覺得討厭，但我們有在聆聽。試圖在一個影片內統合YouTube的所有『魔法』就像嘗試把閃電容納在一個小瓶一樣困難。我們也了解到創作內容是多麼的艱辛，這突顯了我們對YouTube創作者每天都在做的事情的尊重和欽佩」。法維爾亦推文稱：「我們聽到你們說的話，希望明年能讓你們好過」。
截至2020年10月3日，2018年YouTube年度回顧影片在IMDb上僅獲得1.1/10分。

## 外部連結
- YouTube Rewind 2018: Everyone Controls Rewind（页面存档备份，存于）